# Parascorpaena aurita
Parascorpaena aurita és una espècie de peix pertanyent a la família dels escorpènids.

## Descripció
- Fa 4,5 cm de llargària màxima.[6]

## Hàbitat
És un peix marí, associat als esculls de corall i de clima tropical.

## Distribució geogràfica
Es troba al mar Roig, Moçambic i Papua Nova Guinea.

## Observacions
És inofensiu per als humans.